# Іраваді
Іраваді — найбільша річка М'янми (Бірми) (довжина — близько 2170 км) і найважливіша для торгівлі водна артерія, сточище — близько 411 000 км². Іраваді бере початок в штаті Качин, де зливаються річки Малі-Хка і Нмаї-Хка. Західна з них, Малі-Хка, тече з південно-східних відрогів Гімалаїв.
Іраваді перетинає країну з півночі на південь. У верхів'ях Іраваді і її притоки течуть у глибоких ущелинах, серед джунглів, мають порожисті річища. Нижче за р. М'їчина долина Іраваді розширюється, річище сягає 800 м. Потім річка перетинає західну частину Шанського нагір'я, утворює 3 ущелини, де ширина річища становить 50—100 м, місцями є небезпечні для судноплавства водоверті. У середній і нижній течії Іраваді перетинає величезну Іравадійську рівнину, де річка утворює широку терасовану долину. За 300 км від гирла починається плоска, сильно заболочена дельта, зайнята джунглями. Площа дельти близько 30 тис. км² (за іншими джерелами, 48 тис. км²), уздовж берега Андаманського моря вона простягнулася на 240 км, відділяючись від нього пасмом піщаних дюн. У дельти 9 рукавів, через які води річки спрямовуються в Індійський океан.
У низов'ях Іраваді має високі припливи, що досягають у міста Рангун 4—4,5 м. Середня витрата води в низов'ях 13—14 тис. м3/с; при особливо сильних дощах може сягати 40 тис. м3/с, а іноді й більше. Нерідкі катастрофічні повені.
У колоніальні часи, до появи залізниці й автомобілів, річка звалася «Дорогою в Мандалай». Не зважаючи на те, що річка судноплавна для великих суден до міста М'їчина впродовж понад 1600 км від океану, на річці безліч мілин і островів, що заважає судноплавству. Упродовж багатьох років єдиним мостом через Іраваді був міст Інва.
Назва Іраваді, можливо має походження з санскриту — аїраваті, що означає «слоняча річка».
У Іраваді водяться особливі дельфіни — дельфіни Іраваді (Orcaella brevirostris). Це не є справжні річкові дельфіни, оскільки вони також зустрічаються в морі.